# Julius Schimmelbusch
Julius Schimmelbusch (* 8. Juli 1826 in Düsseldorf; † 8. August 1881 in Hochdahl) war ein Pionier des Hüttenwesens.
Julius Schimmelbusch war der Sohn des Kaufmanns Franz Abraham Schimmelbusch und seiner Frau Helene, geborene Wester. Er studierte Hütten- und Maschinentechnik am Gewerbeinstitut Berlin und sammelte Praxiserfahrungen in Seraing (Belgien), Königshütte (Oberschlesien) und in England, wo er die moderne Erzverhüttung in koksbefeuerten Hochöfen kennenlernte. Als Angestellter der damals von Leopold Hoesch geleiteten Hermannshütte in Hörde konnte er diese Erfahrungen bei der Nutzung des modernen Puddelverfahrens nutzen.
1850, er wohnte zu der Zeit in Erkrath, heiratete er die Tochter des örtlichen Apothekers. Im benachbarten Hochdahl war beim Bau der Eisenbahnstrecke Gerresheim-Elberfeld ein Eisenerzlager entdeckt und ab 1849 mit dem Bau eines Hüttenwerks begonnen worden. Direktor des Werks und Vorsitzender des Betreibers, des „Bergischen Gruben- und Hüttenvereins“, wurde Schimmelbusch. Außerdem war er Mitbegründer und ab 1860 Aufsichtsratsmitglied des Hörder Bergwerks- und Hütten-Vereins.
Julius Schimmelbusch war Mitglied des Technischen Vereins für Eisenhüttenwesen. Mit dessen Beitritt zum Verein Deutscher Ingenieure (VDI) im Jahr 1862 wurde er VDI-Mitglied.

## Weblink
- Zwei Charaktere in bewegten Zeiten. In: Neue Rhein/Neue Ruhr Zeitung. Funke Mediengruppe, 7. Juli 2015.